# Jar rzeki Brzeźnicy
Jar rzeki Brzeźnicy – zespół przyrodniczo-krajobrazowy w Płocku. Został utworzony uchwałą Rady Miasta Płocka nr 999/XLIX/02 z dnia 29 stycznia 2002 roku. Ochroną objęto początkowo 80 ha, w 2017 roku powiększono obszar chroniony do 150 ha.

## Flora
Zespół obejmuje linię krawędzi skarpy doliny w powiązaniu z terenami sąsiednimi. W górnym odcinku jaru roślinność drzewiasta, granicząca bezpośrednio z ciekiem wodnym, reprezentowana jest przez olszę czarną z domieszką jesionu. Wyżej znajdują się pola uprawne. W pobliżu osad ludzkich występują zarośla pokrzyw i podagrycznika. Wzdłuż polnych dróg obserwuje się zbiorowiska segetalno-synantropijne, reprezentowane przez krwawnika, wrotycza, babkę szerokolistną, koniczynę (białą i czerwoną). Występują także nasadzenia roślin ozdobnych pochodzenia obcego: jodła kalifornijska, świerk srebrny, kasztanowiec biały i żywotniki. W środkowym odcinku jaru, wzdłuż cieku występuje drzewostan olszy czarnej i wierzby białej z domieszką jesionu wyniosłego. Zbocza są porośnięte wierzbą białą, jesionem wyniosłym, klonem jaworem i lipą drobnolistną. W podroście występują zarośla grabu, a krawędź skarpy porastają topole. Odcinek ujściowy charakteryzuje się dużym wpływem inferencji człowieka. Znajdują się tu zabudowania ludzkie z towarzyszącą im zielenią, tereny po porzuconej zabudowie z roślinnością ruderalną, porzucone sady, użytkowane ogrody działkowe i tereny zdegradowane w wyniku budowy dróg i wiaduktów. Wzdłuż cieku występują prawie całkowicie wierzba biała, a na łachach piaskowych – zbiorowiska pałki wodnej i pojedyncze irysy. Na obrzeżach drzewostanu znajdują się kępy wierzb krzewiastych porośniętych chmielem. Na porzuconych nie koszonych łąkach rośnie dzięgiel, podbiał, wrotycz, powój, bylica piołun, groszek pachnący, wyka ptasia, nostrzyk biały w zwartej murawie kostrzewy olbrzymiej. W postaci domieszki synantropijnej występuje nawłoć, cykoria i bniec biały. Na łąkach pojawiły się krzewy wierzb, czarnego bzu, jeżyn i śliwy ałyczy. W pobliżu ujścia rzeki występuje masowo robinia biała. Drzewa i krzewy porasta grupowo chmiel i powojnik alpejski. W zaniedbanych sadach rosną stare drzewa owocowe i siewki jesionu, grabu i jawora.
W pobliżu ogródków działkowych zaznacza się obecność zdziczałych malin i śliw ałycza. Tereny po opuszczonych zabudowaniach porasta pokrzywa, podbiał, nostrzyk biały, cykoria podróżnik i łopian. Roślinność prawobrzeżnej skarpy reprezentowana jest przez wierzbę białą z domieszką topoli osiki i grabu.

## Fauna
Najliczniejszą grupą kręgowców na terenie jaru są ptaki. W zadrzewieniach o charakterze parkowym spotykamy: kukułki, zięby, dzwońce, świstunki, grubodzioby, grzywacze, muchołówki małe i żałobne. Gnieżdżą się tu dzięcioły, krętogłowy, kosy, kwiczoły, rudziki, drozdy, pleszki, raniuszki, strzyżyki oraz sikory. Spośród drapieżników na tym obszarze występuje: myszołów zwyczajny i włochaty, trzmielojad, błotniak stawowy, jastrząb, krogulec, pustułka, kobuz, sokół wędrowny i sowa uszata, pójdźka, puszczyk, płomykówka. 
W zaroślach wierzbowych w sąsiedztwie rzeki pojawia się i gniazduje sporo ptaków spotykanych w szuwarach. Są to: remiz, słonka, wilga, pokrzewka. Suche łąki i tereny otwarte zamieszkują: skowronek polny, trznadel, potrzeszcz, ortolan, świergotek polny, czajka oraz kuropatwa i bażant. 
Na terenie zespołu stwierdzono 27 gatunków ssaków, w tym takie drapieżniki jak: lis, kuna domowa, tchórz zwyczajny i łasica. Znaleźć możemy także wiewiórkę i bobra, którego żeremie znajduje się na rzece na wysokości byłej cegielni. Cennym gatunkiem jest popielica, gdyż jest to jedyne jej stanowisko w centralnej Polsce.